# Spanner (aéronautique)
Pour les articles homonymes, voir Spanner.
Un spanner est un détecteur de cibles produit par la firme AEG, qui équipa notamment le Messerschmitt Bf 110, le Spanner I était un système actif, donc repérable. Il projetait vers l’avant un faisceau infrarouge qui était réfléchi par la cible. Les Spanner II, III et IV étaient quant à eux des équipements passifs, capables de détecter la chaleur des tuyères et des gaz d’échappements des bombardiers ennemis. Mais la RAF trouva assez rapidement la parade en équipant ses avions de cache-flammes.